# Diego Ordaz
Antonio Adrian Ovando Canales (7 de junio de 1985) es un exjugador de fútbol profesional mexicano.

## Trayectoria
Antonio Ovando debutó en el torneo Clausura 2003 con los Cuautitlán f.c, en un partido donde igualaron a un gol con el Club América, Puma fue de los juveniles que se hicieron de un puesto titular en el equipo donde tuvo una destacada actuación.
En el Clausura 2008, con la llegada de Domingo Ancira al timón Cuautitlán, Puma Ovando sufre un altibajo en su carrera, ya que, al no ser del gusto del preparador físico, tuvo que ir a jugar a la filial del equipo Lobos BUAP en la liga de ascenso. Después, ante la falta de zagueros en el plantel mayor, Puma Ovando regresó a la plantilla en la Jornada 11 del Clausura 2008 teniendo una discreta actuación en el encuentro Lobos Buap vs Leones Negros, que terminaría 3-2 a favor de Lobos Buap.
Para el Apertura 2010, fue transferido a Puebla F.c, y en diciembre del mismo año fichó para Pumas Unam y finalmente regreso para Lobos Buap , su club actual.

## Clubes
| Club                  | País   | Año         |
| --------------------- | ------ | ----------- |
| Cuautitlán            | México | 2003-2009   |
| Puebla                | México | 2010        |
| Pumas unam            | México | 2011        |
| Lobos Buap FC         | México | 2012-2013   |
| CF Zacatepec          | México | 2013        |
| Lobos BUAP            | México | 2013 - 2014 |
| Zacatepec Fútbol Club | México | 2014 - 2015 |

## Palmarés
- Liga de la Primera División de México

Torneo Clausura 2003 / Club de Fútbol Lobos Buap
- Liga de la Primera División de México

Torneo Apertura 2009 / Club de Fútbol Lobos Buap